# Harmony Santana
Harmony Santana (née en 1991) est une actrice américaine de cinéma. Elle est connue pour être apparue dans le film Gun Hill Road en 2011, pour lequel elle a été nommée à l'Independent Spirit Award pour le Meilleur Second Rôle Féminin, et est devenue la première actrice ouvertement transgenre à être nommée pour une importante récompense de cinéma aux États-Unis.
En plus de Gun Hill Road, Santana a aussi eu des seconds rôles dans Eating Out 4: Drama Camp et Eating Out 5: The Open Weekend.